# Scum (Computerspiel)
Scum ist ein Survival-Horror-Computerspiel, das am 29. August 2018 im Early Access erschien.

## Spielprinzip
Scum ist ein Survival-Horror-Spiel mit einer offenen Spielwelt, die von Zombies und anderen Tieren befallen ist, und das im Mehrspielermodus gespielt wird. Das Gameplay findet auf einer vom Mittelmeer inspirierten Insel mit über 225 Quadratkilometern Fläche statt, die Insassen in einer Survival-Fernsehshow repräsentierten soll. Auf einem Server können bis zu 64 Spieler spielen (100 auf gemieteten Privat-Servern). Ziel ist es, möglichst lange zu überleben und die Insel zu verlassen, indem man sich die dafür notwendigen Ressourcen verschafft. Der Spieler startet mit der Erstellung seines Charakters.
Der Spieler erhält Punkte durch die Teilnahme an verschiedenen Ereignissen oder einfach durch Überleben in einer feindlichen Umgebung. Diese Punkte ermöglichen, dass der Spieler im Todesfall zurückgeholt werden kann, und können als Währung für den Kauf oder den Handel in verschiedenen sicheren Zonen verwendet werden.
Spieler können vorhandene Strukturen bebauen, um Positionen zu sichern oder benötigte Gegenstände zu lagern. Dafür können sie die gesammelten Rohstoffe in einem Crafting-System verarbeiten. Der Spieler hat die vier Hauptmerkmale: Stärke, Geschicklichkeit, Konstitution und Intelligenz, die abhängig vom Spielstil sind. Es wird versucht den menschlichen Körper zu simulieren, in dem die Zufuhr von Nahrungsenergie und Vitaminen, die Gesundheit und andere Werte des Charakters erfasst werden und der Spieler zum Beispiel einen Herzinfarkt bekommt, wenn er zu viel isst. Spieler können sich entscheiden, diese Elemente des Spiels zu ignorieren, oder sie nutzen, um die Leistung des Charakters (Geschwindigkeit, Ausdauer, Gewicht usw.) zu verbessern. Ebenfalls wird die Verdauung simuliert. Wenn zum Beispiel einem Charakter alle Zähne ausgeschlagen werden, muss er einen Weg finden, Nahrung zu verflüssigen, um sie zu verdauen. Durch Stuhlgang und Wasserlassen werden körperliche Beweise für Aktivitäten auf der Insel hinterlassen, die zur Verfolgung eines anderen Spielers verwendet werden könnten. Im Kampf spielen daher auch neben dem Spielgeschick auch die Ausrüstung und Gesundheit und Körperstruktur der Spielfigur eine entscheidende Rolle. Gespielt werden kann in der Third-Person-Perspektive und in der Egoperspektive.

## Entwicklung und Veröffentlichung
Scum wurde zum ersten Mal im August 2016 angekündigt. Das Spiel wurde am 29. August 2018 vorzeitig in der Early-Access-Version veröffentlicht. Das Spiel verwendet die Unreal Engine 4. Es wird von dem kroatischen Studio Gamepires entwickelt, von Croteam produziert und von Devolver Digital vermarktet.

## Rezeption

### Kritik
Das Spiel wurde von Game Informer als eines der besten Indie-Spiele von der PAX East 2018 bezeichnet. Es wird aufgrund seiner Survival-Aspekte mit anderen Genrevertretern wie DayZ und Rust verglichen, was im Gegensatz dazu aber mehr Wert auf den detaillierten Körper-Realismus legt.
Als die Entwickler Nazi-Symboliken im Spiel einführten, um den Gefangenen- und Banden-Realismus zu verstärken, gerieten sie in Kritik, so dass sie sich dazu entschieden diese zu entschärfen. Ebenfalls in Kritik geriet das Spiel für eine Suizid-Funktion, die zwar zum Realismus beitragen soll, aber als Gefahr für einen Werther-Effekt gesehen werden kann. Aufsehen erregte ebenfalls die Möglichkeit zu Kannibalismus und Verarbeitung von menschlichen Rohstoffen und eine zu genaue bzw. überspitzte Abbildung des menschlichen Körpers.

### Verkaufs- und Spielerzahlen
Das Spiel verkaufte sich innerhalb der ersten 24 Stunden des Early Access über 250.000 Mal und über 700.000 Mal in der ersten Woche. In der dritten Woche wurde das Spiel über eine Million Mal verkauft. Auf Twitch war das Spiel ebenfalls zu der Zeit eines der meistgestreamten Spiele auf der Plattform. Zu Hochzeiten wurde das Spiel 2018 von über 50.000 Spielern gleichzeitig gespielt.